# آدمکش کور
آدمکش کور (به انگلیسی: The Blind Assassin) یک رمان نوشته شده توسط نویسنده کانادایی، مارگارت اتود است. این رمان اولین بار در سال ۲۰۰۰ منتشر شد و در برگیرنده رویدادهایی در قرن بیستم و کشور کانادا است. این رمان در سال ۲۰۰۰ برنده جایزه ادبی من بوکر و جایزه همت و همچنین نامزد دریافت جایزه ادبیات داستانی زنان و جایزه ایمپک دوبلین در سال ۲۰۰۲ شد.
رمان آدمکش کور با خبر مرگ لورا شروع شده و با اعتراف اصلی و حقیقیِ آیریس به پایان می‌رسد. داستان از دو روایت کاملاً مجزا تشکیل شده. روایت اول نوشته‌ها و خاطره‌نگاری‌های آیریس است که در سن هشتادوچند سالگی مشغول شده تا بنویسد آن چیزی را که بر او و اطرافیانش گذشته، و روایت دوم داستان آدمکش کور است. آدمکش کور نیز در دو روایت مجزا جلو می‌رود. روایت اول داستان معاشقه‌ها و پنهان‌کاری‌های نهان دختری با مردی فراری است که در جاهای مختلف همدیگر را ملاقات می‌کنند. روایت دوم داستان اصلی آدمکش کور شامل داستان‌هایی است ساخته و پرداختهٔ مرد برای زن. داستان‌هایی خیالی‌ای که در یک بعد فضای دیگر اتفاق می‌افتد. در حاشیهٔ این سه روایت، تکه‌های جراید و اخبار روزنامه‌ها نیز به مدد و یاری کلیت اثر می‌آید. روایت‌هایی درهم‌تنیده و جدای از هم در یک خط. این تنیدگی روایات اثری مستقل، تصویری یگانه و محکم از لحاظ ساختار و چارچوب را برای خواننده به نمایش می‌گذارد.

## خلاصه کتاب
شخصیت اصلی رمان، آیریس چیس، و خواهرش لورا، در شهری کوچک در جنوب انتاریو، اما بدون مادر بزرگ می‌شوند. آیریس به عنوان یک پیرزن وقایع و روابط دوران کودکی، جوانی و میانسالی خود را به یاد می‌آورد، از جمله ازدواج ناخوشایند خود با تاجر تورنتو، ریچارد گریفن. این کتاب شامل یک رمان در رمان، قاتل کور، یک کلید رومی است که به لورا نسبت داده شده اما توسط آیریس منتشر شده‌است. این در مورد الکس توماس، نویسنده رادیکال سیاسی داستان‌های علمی تخیلی است که رابطه ای مبهم با خواهران دارد. این داستان تعبیه شده خود شامل یک داستان سوم است، یک داستان علمی تخیلی که توسط همتای تخیلی الکس به قهرمان رمان دوم روایت می‌شود، که تصور می‌شود همتای تخیلی لورا باشد.
این رمان به شکل مکاشفه‌ای تدریجی است که هم جوانی و هم پیری آیریس را روشن می‌کند، قبل از اینکه به رویدادهای محوری زندگی او و لورا در زمان جنگ جهانی دوم بپردازد. لورا و آیریس در خانه ای به نام آویلیون زندگی می‌کنند. مادر آنها در جوانی می‌میرد و رنی، سرپرست، مسئولیت کامل دختران را به عهده می‌گیرد. همان‌طور که رمان آشکار می‌شود، و رمان-در-رمان به وضوح از رویدادهای واقعی الهام می‌گیرد، آیریس، نه لورا، به عنوان نویسنده و قهرمان واقعی رمان-در-رمان آشکار می‌شود. اگرچه مدت‌ها تصور می‌شد که رمان درون یک رمان از عشق لورا با الکس الهام گرفته شده‌است، اما مشخص می‌شود که قاتل کور توسط آیریس بر اساس رابطه خارج از ازدواج او با الکس نوشته شده‌است. آیریس بعداً پس از خودکشی لورا با اطلاع از مرگ الکس در جنگ، این اثر را به نام لورا منتشر کرد. پس از خودکشی، آیریس از طریق دفترهای خاطرات خواهرش متوجه می‌شود که ریچارد در بیشتر دوران ازدواجشان به لورا تجاوز کرده بود و با تهدید به تسلیم الکس به مقامات، از او باج‌گیری می‌کرد تا از او تبعیت کند. آیریس دختر کوچکش ایمی را می‌گیرد و از خانه اش فرار می‌کند و تهدید می‌کند که ریچارد لورا را باردار کرده و او را به زور سقط کرده‌است. این حرکت آیریس را از آخرین افرادی که از او حمایت می‌کردند بیگانه می‌کند و باعث ایجاد تلخی بین او و ایمی بالغ می‌شود. آیریس ریچارد را فریب می‌دهد و معتقد است که لورا کسی است که با الکس توماس رابطه دارد و همین امر او را به خودکشی سوق می‌دهد. این رمان با مرگ آیریس به پایان می‌رسد و حقیقت را در زندگی‌نامه منتشرنشده اش که او به تنها نوه بازمانده اش واگذار می‌کند، می‌گذارد.

## شخصیت‌های اصلی
آیریس چیس گریفن: راوی و قهرمان داستان.
لورا چیس: خواهر آیریس، که خودکشی کتاب را باز می‌کند و از او به عنوان نویسنده رمان درون نام برده می‌شود.
ریچارد ای. گریفن: شوهر بی رحم و بزرگتر آیریس با جاه طلبی‌های سیاسی.
وینیفرد گریفن پریور: خواهر زن شیک پوش، دستکاری کننده و اجتماعی ایریس.
الکس توماس: نویسنده ای جوان با همدردی‌های کمونیستی که با کمک خواهران به آویلیون پناه می‌برد.
نوروال چیس: پدر آیریس و لورا. پس از مجروح شدن شدید در جنگ جهانی اول و بعداً بیوه شدن، او با انزجار تجارت دکمه‌های خانوادگی را اداره می‌کند در حالی که دچار اعتیاد به الکل و افسردگی شده‌است.
رینی: خانه‌دار وفادار خانواده چیس که برای آیریس و لورا مانند مادر می‌شود.
مایرا استرجس: دختر رینی (و احتمالاً چیس) که به آیریس در دوران پیری کمک می‌کند.
ایمی آدلیا گریفن: دختر آیریس.
سابرینا گریفن: نوه آیریس.

## بازخورد
باز خوردها متفاوت بود. ُمنتقد سالان این کتاب را به عنوان یک «داستان حیله گر ترسیم شده با طنز سیاه و دست ماهرانه آتوود» توصیف کرد.منتقد کریستین ساینس مانیتور در مورد «ذهن و هوش تند و رئالیسم پولادین آتوود» اظهار نظر کرد و گفت که این کتاب «به طرز درخشانی… برای تجلی فرهنگ بدیع دهه ۱۹۳۰ و تأکید بر موقعیت متزلزل زنان کار می‌کند.»منتقد نیویورک تایمز، توماس مالون، تحت تأثیر قرار نگرفت و کتاب را «طولانی و بد نوشته شده» خواند.آدام مارس جونز در گاردین کمتر منفی بود، اما کتاب را به عنوان یک «داستان عاشقانه» با عناصر سیاسی توصیف کرد. این رمان در سال ۲۰۰۰ جایزه بوکر و در سال ۲۰۰۱ جایزه همت را دریافت کرد. همچنین نامزد دریافت جایزه فرماندار ژنرال در سال ۲۰۰۰، جایزه ادبیات داستانی زنان و جایزه ادبی بین‌المللی دوبلین در سال ۲۰۰۲ شد.مجله تایم آن را به عنوان بهترین رمان سال ۲۰۰۰ معرفی کرد و آن را در فهرست ۱۰۰ رمان برتر انگلیسی زبان از سال ۱۹۲۳ قرار داد. از سال ۲۰۱۹، قاتل کور دومین رمان پرفروش اتوود پس از داستان ندیمه است که بیش از نیم میلیون نسخه از جلد سخت و پشت کاغذی را با هم به فروش رسانده‌است.فروش این رمان در سال ۲۰۰۰ پس از دریافت جایزه بوکر ده برابر شد.

## ترجمه به فارسی
- عنوان: آدم‍ک‍ش ک‍ور/ مارگارت اتوود؛ ترجمه ش‍ه‍ی‍ن آس‍ای‍ش. (تهران: ققنوس، ۱۳۸۸) شابک:[۱۳] ۹۷۸۹۶۴۳۱۱۳۸۵۸